# Malta (Russland)

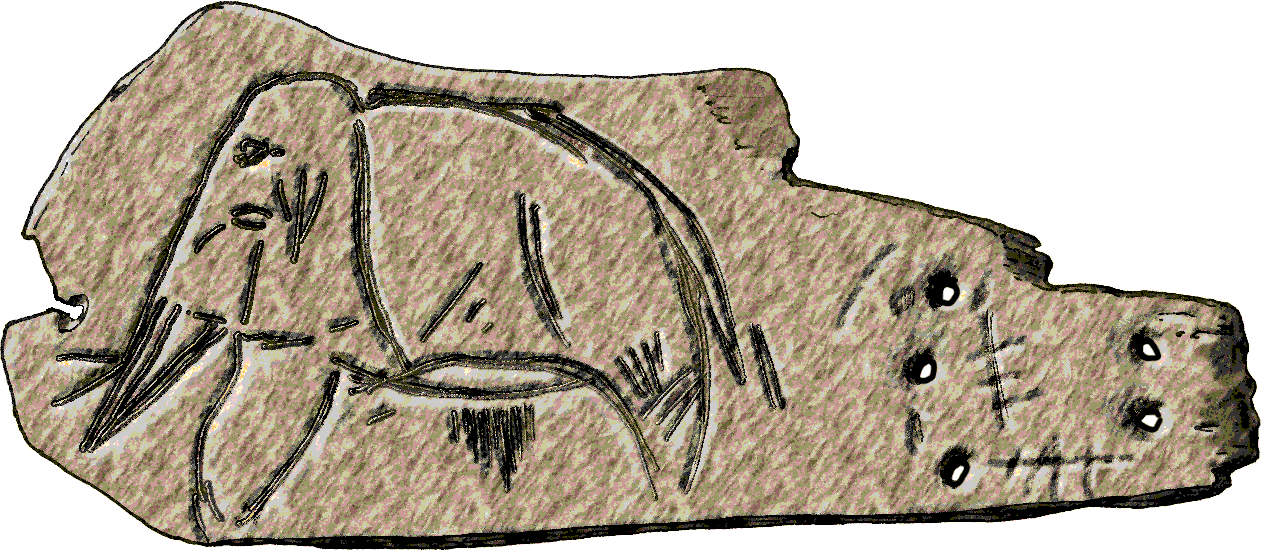
Eingraviertes Mammut auf einem Mammutknochen aus dem Fundplatz Malta. Heute in der Eremitage.

Mal'ta (russisch Мальта) ist ein paläolithischer Fundplatz im Tal der Angara, 80 km nordwestlich von Irkutsk in der Russischen Föderation.
Bei Grabungen unter Leitung von Michail Gerassimow wurde dort auf einer Fläche von 600 m² eine jungpaläolithische Siedlung ergraben, die vermutlich vor etwa 24.000-21.000 Jahren bewohnt wurde. In Malta fanden sich halbunterirdisch angelegte Rundhäuser. Die Fundamente bestanden aus Stein; Dächer wurden mit Tierknochen gestützt und bestanden aus miteinander verflochtenen Rentiergeweihen. Neben verschiedenen Werkzeugen und Waffen aus Feuerstein sind im Fundgut vor allem verschiedene Kunstwerke erwähnenswert. Unter ihnen finden sich aus Knochen und Mammut-Elfenbein geschnitzte tierische und menschliche Figuren (Venusfigurinen von Malta), in Stein eingeritzte Tierdarstellungen, mit abstrakten Mustern verzierte Plättchen und Schmuckstücke. Kindergräber und Gräber gehäuteter Füchse geben seltene Hinweise auf die religiösen Vorstellungen der damaligen Bewohner.
Im Jahre 2013 wurde das Genom (siehe Y-Haplogruppe R*) des etwa 24.000 Jahre alten Jungen von Mal'ta publiziert. Der Junge von Mal'ta gehörte einer „alten Nordeurasischen“ Bevölkerung (ANE) an, welche weitschichtig mit Europäischen Jägern und Sammlern verwandt war, an, und welche auch etwa 25 % ihrer genetischen Abstammung von einer alten Ostasiatischen Linie herleite.